# 1901 dans le catholicisme
Chronologie du catholicisme
- 1897
- 1898
- 1899
- 1900
- 1901
- 1902
- 1903
- 1904
- 1905

Cet article présente les faits marquants de l'année 1901 dans le catholicisme.

## Évènements
- 15 avril : création de 10 cardinaux par Léon XIII.
- 4 au 9 septembre : Congrès eucharistique international à Anvers.

## Naissances
Janvier
- 3 janvier : Bienheureux Francesco Mottola, prêtre et enseignant italien, fondateur de l'Institut des Oblats du Sacré-Cœur († 29 juin 1969)
- 6 janvier : José Gaspar d'Afonseca e Silva, prélat brésilien, archevêque de São Paulo, précédemment évêque titulaire de Barca (de) († 27 août 1943)
- 13 janvier : Mieczysław Żywczyński, prêtre, historien et enseignant polonais († 21 février 1978)
- 14 janvier : Jules Hirlemann, prêtre et résistant français, compagnon de la Libération († 20 octobre 1987)
- 17 janvier : Bienheureuse Élie de Saint Clément, religieuse carmélite italienne († 25 décembre 1927)
- 19 janvier : Gilbert Pernoud, prêtre et résistant français, Juste parmi les nations († 1978)
- 21 janvier : Giuseppe Burzio, prélat italien, diplomate du Saint-Siège et archevêque titulaire de Gortyne (de) († 10 février 1966)
- 31 janvier : Wilhelm Oberhaus, prêtre allemand, opposant au nazisme mort à Dachau († 20 septembre 1942)

Février
- 22 février : François Mevellec, prêtre, écrivain et historien français († 20 janvier 1995)
- 23 février : Roberto Ronca, archevêque italien, prélat de Pompéi († 25 septembre 1977)

Mars
- 4 mars : François Marty, prêtre, aumônier de prison et résistant français exécuté († 30 novembre 1944)
- 16 mars : Jean Mouroux, prêtre et théologien français († 14 octobre 1973)
- 26 mars : Bienheureuse Myriam-Thérèse Demjanovich, religieuse américaine († 8 mai 1927)
- 31 mars : Antonio Ferrua, prêtre jésuite, archéologue et épigraphiste italien († 25 mai 2003)

Avril
- 4 avril : James Navagh, prélat américain, évêque de de Paterson (en), précédemment évêque titulaire d'Ombi (de) et évêque auxiliaire de Raleigh puis évêque d'Ogdensburg († 2 octobre 1965)
- 6 avril : Bienheureux Pier Giorgio Frassati, étudiant, alpiniste et laïc dominicain italien († 4 juillet 1925)
- 12 avril : Paul Nau, moine bénédictin et théologien français († 28 juin 1984)
- 13 avril : Paul Yü Pin, cardinal chinois, archevêque de Nankin († 16 août 1978)
- 17 avril : Noël Mala, prélat congolais, évêque de Kasongo († 31 juillet 1964)

Mai
- 10 mai : Albert Dondeyne, prêtre, philosophe et théologien belge († 12 février 1985)
- 11 mai : Bienheureux Dominique du Saint-Sacrement, religieux espagnol († 7 avril 1927)
- 15 mai : Étienne Catta, prêtre traditionaliste et universitaire français († 21 septembre 1974)
- 19 mai : Jean Lesourd, prélat et missionnaire français, évêque de Nouna († 8 mai 1990)
- 21 mai : Pierre Lafitte Ithurralde, prêtre, résistant et écrivain de langue basque et française († 23 février 1985)
- 24 mai : Jean Gay, prélat français, évêque de Basse-Terre († 27 août 1977)
- 27 mai : Josef Wendel, cardinal allemand, archevêque de Munich († 31 décembre 1960)

Juin
- 9 juin : 
  - Georges Marolleau, prêtre français, directeur général de l'Œuvre d'Orient († 1er avril 1982)
  - Géraud Venzac, prêtre, moine trappiste, linguiste, critique littéraire et lexicographe français († 30 avril 1981)

Juillet
- 3 juillet : Bienheureuse Josefa Monrabal, religieuse et martyre espagnole († 30 août 1936)
- 5 juillet : Ermenegildo Florit, cardinal italien, archevêque de Florence († 8 décembre 1985)

Août
- 2 août : Ignatius Kung Pin-mei, cardinal chinois, évêque de Shanghai, victime du communisme († 12 mars 2000)
- 3 août : Bienheureux Stefan Wyszyński, cardinal polonais, archevêque de Gniezno et de Varosive, primat de Pologne († 28 mai 1981)
- 29 août : Michel Olçomendy, prélat et missionnaire français, premier archevêque de Singapour († 4 juillet 1977)
- 30 août : Jean Plaquevent, prêtre, intellectuel catholique, éditeur et fondateur français d'institutions pour la jeunesse († 1er avril 1965)

Septembre
- 1er septembre : Boleslaw Filipiak, cardinal polonais de la Curie, précédemment évêque titulaire de Plestia (de) († 14 octobre 1978)
- 10 septembre : Raymond Fauveau, prêtre français († 21 mars 1984)
- 12 septembre : Bienheureuse Lidwine Meneguzzi, religieuse italienne, missionnaire en Éthiopie († 2 décembre 1941)
- 13 septembre : Claude Dupuy, prélat français, archevêque d'Albi († 13 février 1989)

Octobre
- 12 octobre : Gabriel-Marie Garrone, cardinal français de la Curie († 15 janvier 1994)
- 30 octobre : Gustave Raballand, prélat et missionnaire français, vicaire apostolique de Phnom Penh et évêque titulaire d'Eguga (de) († 13 janvier 1973)

Novembre
- 2 novembre : Jean Nicolas, prêtre assomptionniste et missionnaire français en URSS († 13 février 1984)
- 6 novembre : 
  - Robert Ploton, prêtre français, résistant déporté et sauveteur de juifs († 15 août 1975)
  - Jean-Baptiste Urrutia, prélat et missionnaire français, vicaire apostolique de Hué et évêque titulaire d'Isauropolis (de) († 15 janvier 1979)
- 10 novembre : Félix Guiller, prélat français, évêque de Pamiers puis évêque titulaire d'Antioche-du-Méandre (de) († 10 juin 1963)
- 13 novembre : Giovanni Ferro, vénérable et prélat italien, archidiocèse de Reggio de Calabre († 18 avril 1992)
- 30 novembre : Henri Gillard, prêtre et auteur français ayant popularisé la légende arthurienne († 15 juillet 1979)

Décembre
- 11 décembre : Maurice O'Bready, prêtre, historien et enseignant canadien († 10 juillet 1970)
- 13 décembre : Paolo Dezza, cardinal et théologien italien († 17 décembre 1999)
- 28 décembre : Thomas Benjamin Cooray, cardinal sri-lankais, archevêque de Colombo, précédemment archevêque titulaire de Preslavus (de) († 29 octobre 1988)

## Décès
- 2 février : Émile-Marie Bodinier, prêtre et botaniste français, missionnaire en Chine (° 21 février 1842)
- 23 février : Pierre-Marie Avon, prélat français, évêque de Guadeloupe et Basse-Terre (° 24 avril 1847)
- 3 mai : Hippolyte Boutin, prêtre et auteur français (° 25 juin 1851)
- 15 mai : Hospice-Anthelme Verreau, prêtre, éducateur et enseignant canadien (° 6 septembre 1828)
- 24 mai : Bienheureux Louis-Zéphirin Moreau, prélat canadien, évêque de Saint-Hyacinthe (° 1er avril 1824)
- 4 juillet : Paul Goethals, prélat jésuite et missionnaire belge, archevêque de Calcutta (° 11 novembre 1832)
- 27 juillet : Antonio María Cascajares y Azara, cardinal espagnol, archevêque de Valladolid (° 2 mars 1834)
- 3 août : Louis-Romain-Ernest Isoard, prélat français, évêque d'Annecy (° 18 juillet 1820)
- 20 août : Victor-Joseph Doutreloux, prélat belge, évêque de Liège (° 18 mai 1837)
- 9 septembre : Félix Biet, prélat, missionnaire et naturaliste français, vicaire apostolique du Thibet et évêque titulaire de Diana (de) (° 21 octobre 1838)
- 29 septembre : Henri Havret, prêtre jésuite, sinologue, latiniste et missionnaire français en Chine (° 15 novembre 1848)
- 7 octobre : Abel Cahour, prêtre, historien et archéologue français (° 18 avril 1812)
- 9 octobre : Sebastiano Galeati, cardinal italien, archevêque de Ravenne (° 8 février 1822)
- 9 novembre : Désiré-François-Xavier Van Camelbeke, prélat et missionnaire français, vicaire apostolique du Cochin oriental et évêque titulaire d'Hierocæsarea (de) (° 19 février 1839)
- 11 novembre : Charles Theuret, prélat français, premier évêque de Monaco, précédemment évêque d'Hermopolis Maior (de) (° 26 mars 1822)
- 22 novembre : Bienheureux Tommaso Reggio, prélat italien, archevêque de Gênes, fondateur des Sœurs de Sainte Marthe de Vintimille (° 9 janvier 1818)
- 3 décembre : Félix Arsène Billard, prélat français, évêque de Carcassonne (° 23 octobre 1829)
- 19 décembre : David Boilat, l'un des premiers prêtres et écrivains sénégalais (° 23 avril 1814)